# Eucynortula albipunctata
Eucynortula albipunctata is een hooiwagen uit de familie Cosmetidae.